# Doronicum grandiflorum
Il doronico dei macereti (nome scientifico Doronicum grandiflorum Lam., 1786) è una specie di pianta angiosperma dicotiledone della famiglia delle Asteraceae.

## Etimologia
Il nome generico (Doronicum) potrebbe derivare da un termine dell'Arabia: Doronigi o Doronidge. L'epiteto specifico (grandiflorum) si riferisce alle dimensioni dei capolini.
Il binomio scientifico attualmente accettato (Doronicum grandiflorum) è stato proposto dal biologo, zoologo e botanico francese Jean-Baptiste Lamarck (1744 – 1829) nella pubblicazione ”Encyclopédie Méthodique, Botanique” del 1786

## Descrizione

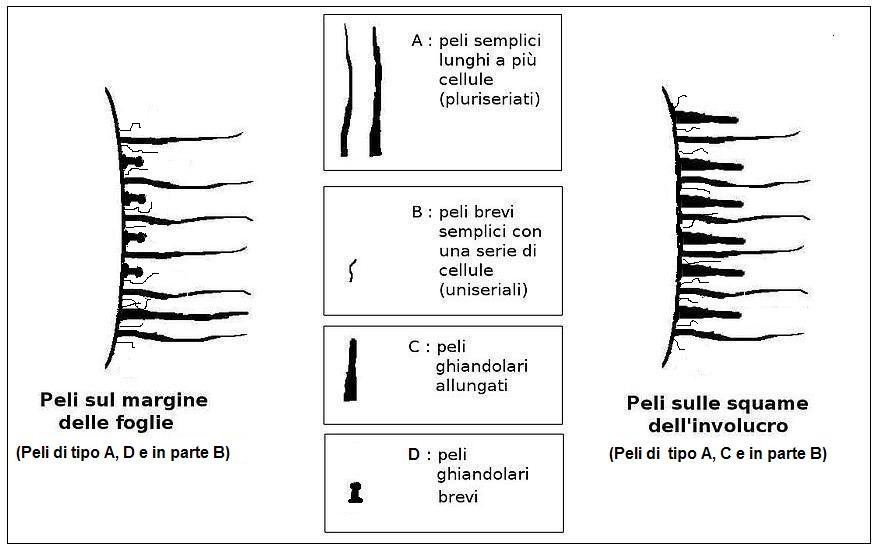
Tipologia di peli sulle foglie e sull'involucro

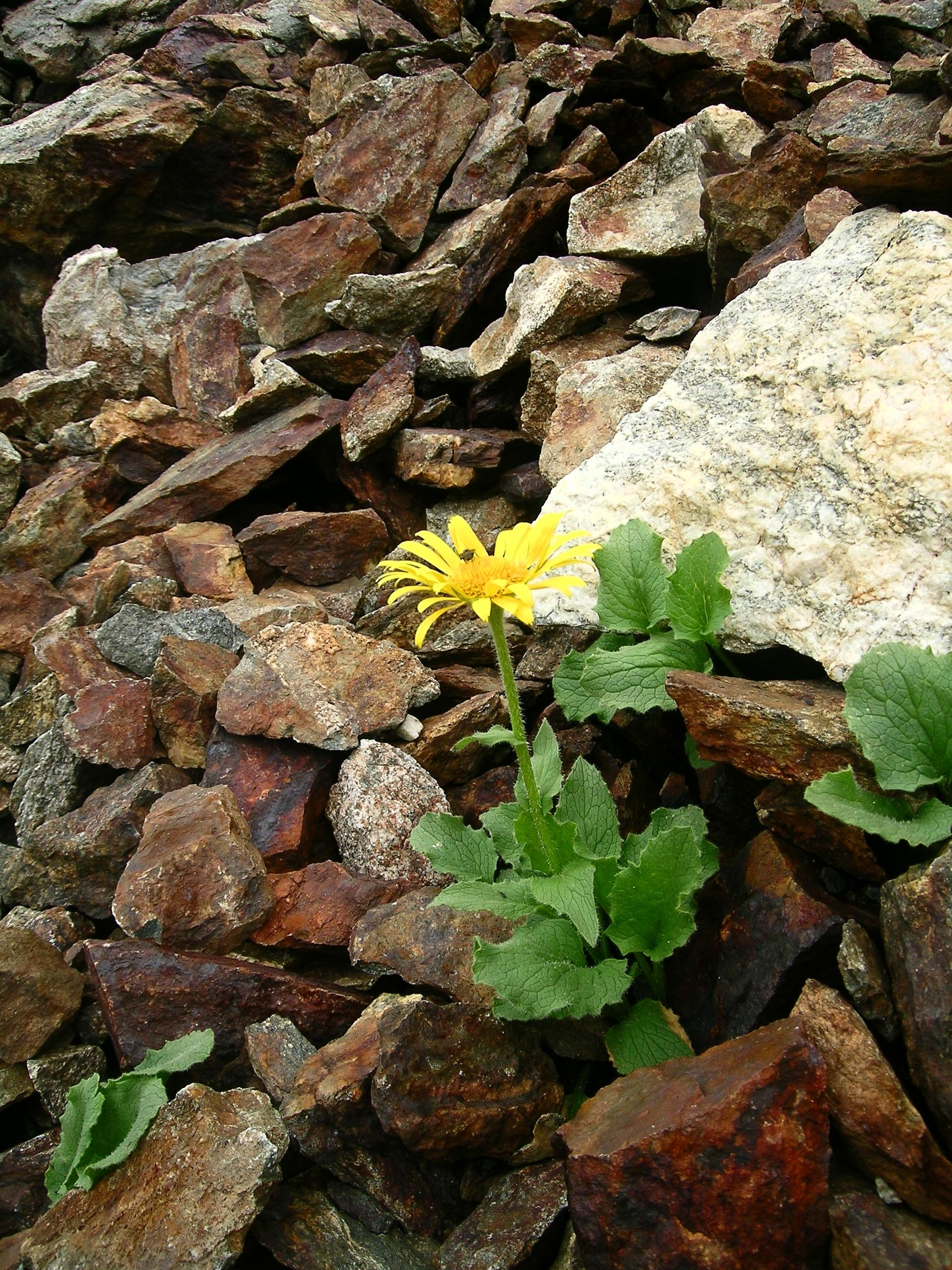
Il portamento

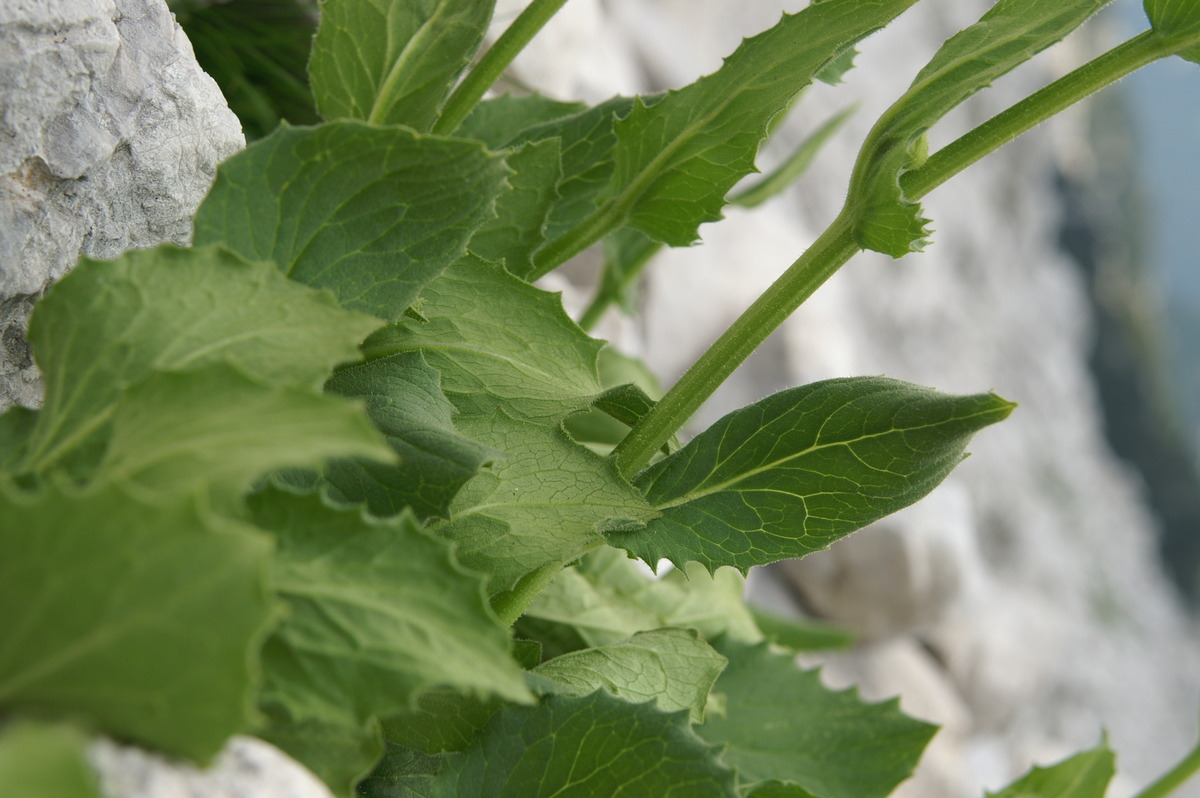
Le foglie

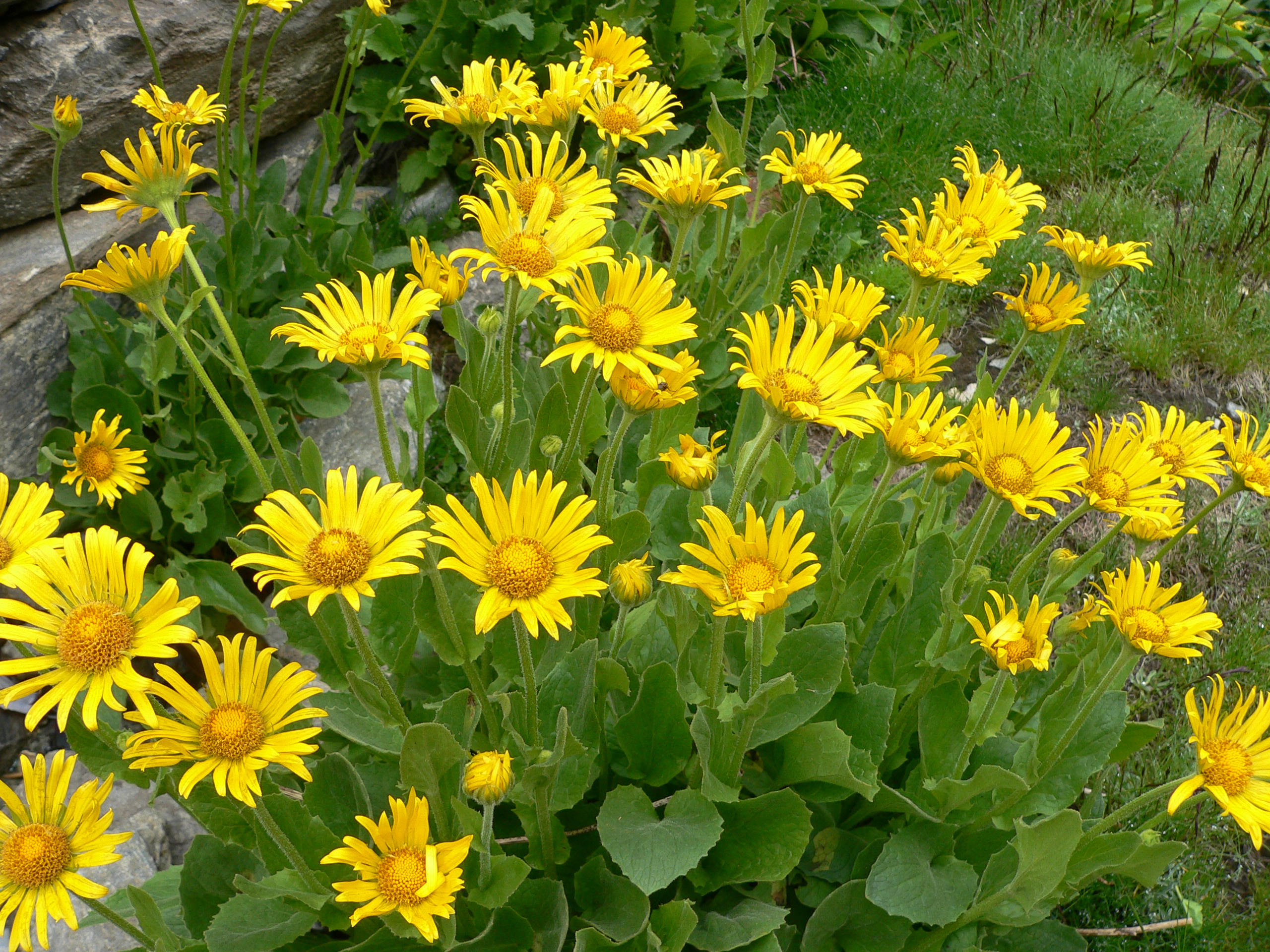
Infiorescenza

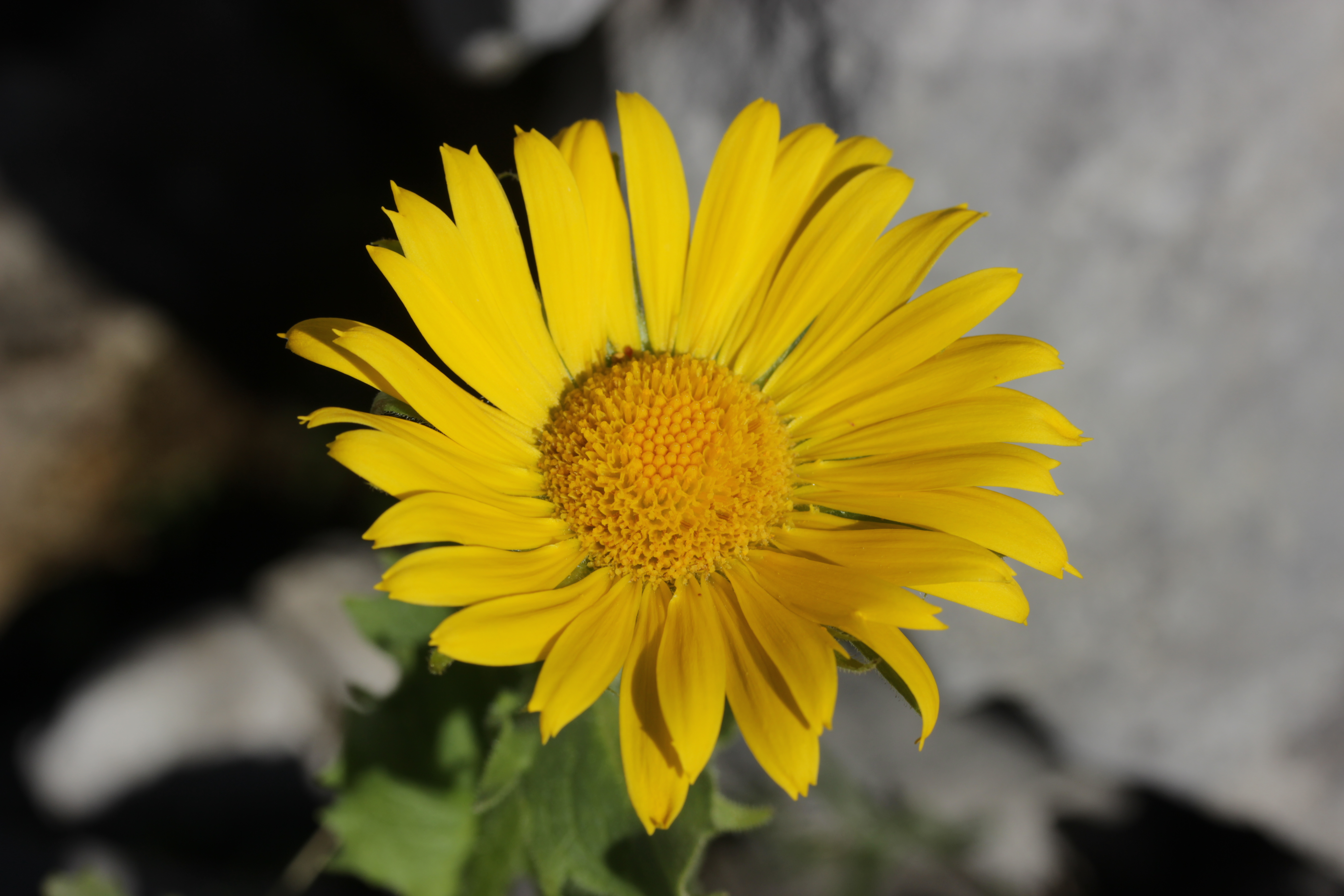
I fiori

Habitus. Le piante di questa specie sono erbacee perenni provviste, soprattutto nelle parti alte e sul bordo delle foglie, di peli pluricellulari semplici ma ghiandolari. La determinazione esatta della forma e lunghezza dei peli è molto importante per definire la specie nell'ambito del genere. Purtroppo alcuni peli sono distinguibili solamente con un buon microscopio a 20-50 ingrandimenti. La tavola a fianco indica il tipo di peli presenti sul bordo delle foglie e sulla superficie delle brattee dell'involucro del doronico dei macereti.  L'altezza di queste piante varia da 10 a 30 cm (massimo 50 cm). La forma biologica è geofita rizomatosa (G rhiz), ossia sono piante che portano le gemme in posizione sotterranea. Durante la stagione avversa non presentano organi aerei e le gemme si trovano in organi sotterranei chiamati rizomi, dei fusti sotterranei dai quali, ogni anno, si dipartono radici e fusti aerei.
Radici. Le radici sono secondarie da rizoma.
Fusto. 
- Parte ipogea: la parte sotterranea è un sottile rizoma non stolonifero; nella parte alta è glabro.
- Parte epigea: la parte aerea del fusto è eretta e ascendente; si presenta con singoli gambi (queste sono piante monocefale); la superficie è striata e pelosa.

Foglie. Le foglie sono intere con bordo provvisto di peli; i peli sono presenti anche sulla superficie (vedere tabella con disegno dei peli). Si distinguono due tipi di foglie:
- foglie basali: generalmente è presente una rosetta basale con foglie a lamina ovale o lanceolata con base bruscamente terminante nel picciolo (lunghezza del picciolo: 5 – 16 cm);
- foglie cauline: le foglie cauline sono poche (2 - 3), a disposizione alterna; sono sessili e semi-amplessicauli; la forma della lamina in generale è lanceolato-acuminata con base allargata; le dimensioni delle foglie si accorciano verso l'infiorescenza.

Infiorescenza. L'infiorescenza è formata da grandi capolini solitari color giallo-oro che normalmente sovrastano l'apparato fogliare. La struttura dei capolini è quella tipica delle Asteraceae: un peduncolo peloso-ghiandoloso sorregge un involucro a forma di coppa composto da più brattee lineari-lanceolate disposte in più serie (2 - 3) spiralate, che fanno da protezione al ricettacolo basale (che in questo caso è nudo – senza pagliette) sul quale s'inseriscono due tipi di fiori: quelli esterni ligulati (di colore giallo chiaro) e quelli interni tubulosi (di colore giallo accentuato). Le squame hanno dei peli ghiandolosi allungati e peli semplici a punta ottusa. Diametro dei capolini: 4 – 6 cm.
Fiori. I fiori sono tetra-ciclici (formati cioè da 4 verticilli: calice – corolla – androceo – gineceo) e pentameri (calice e corolla formati da 5 elementi). Sono inoltre ermafroditi, più precisamente i fiori del raggio (quelli ligulati e zigomorfi) sono femminili; mentre quelli del disco centrale (tubulosi e actinomorfi) sono bisessuali.
- Formula fiorale:

*/x K {\displaystyle \infty }, [C (5), A (5)], G 2 (infero), achenio
- Calice: i sepali del calice sono ridotti ad una coroncina di squame; nella fruttificazione sono persistenti.
- Corolla: la parte inferiore dei petali è saldata insieme e forma un tubo. In particolare quelli del disco centrale (tubulosi) terminano con delle fauci dilatate e a raggiera con cinque lobi; i lobi sono 5 volte più lunghi che larghi. Nei fiori periferici (ligulati) il tubo si trasforma in un prolungamento nastriforme terminante più o meno con cinque dentelli.
- Androceo: gli stami sono 5 con dei filamenti liberi; le antere invece sono saldate fra di loro e formano un manicotto che circonda lo stilo (sono inoltre prive di appendici filiformi). La forma delle antere è arrotondata o appena sagittata. Il polline è tricolporato (tipo "helianthoid").[14]
- Gineceo: lo stilo è unico con uno stimma profondamente bifido e con un ciuffo di peli alla sommità; l'ovario è infero e uniloculare formato da due carpelli concrescenti e contenente un solo ovulo.
- Antesi: da luglio a agosto.

Frutti. I frutti sono degli acheni oblunghi con dei solchi longitudinali. Sono inoltre provvisti di pappo in serie multiple formato da soli peli senza coroncina (anche i fiori del raggio, quelli ligulati, sono provvisti di pappo). Dimensione degli acheni: 2 mm.

## Biologia
- Impollinazione: l'impollinazione avviene tramite insetti (impollinazione entomogama tramite farfalle diurne e notturne).
- Riproduzione: la fecondazione avviene fondamentalmente tramite l'impollinazione dei fiori (vedi sopra).
- Dispersione: i semi (gli acheni) cadendo a terra sono successivamente dispersi soprattutto da insetti tipo formiche (disseminazione mirmecoria). In questo tipo di piante avviene anche un altro tipo di dispersione: zoocoria. Infatti gli uncini delle brattee dell'involucro (se presenti) si agganciano ai peli degli animali di passaggio disperdendo così anche su lunghe distanze i semi della pianta. Inoltre per merito del pappo il vento può trasportare i semi anche a distanza di alcuni chilometri (disseminazione anemocora).

## Distribuzione e habitat

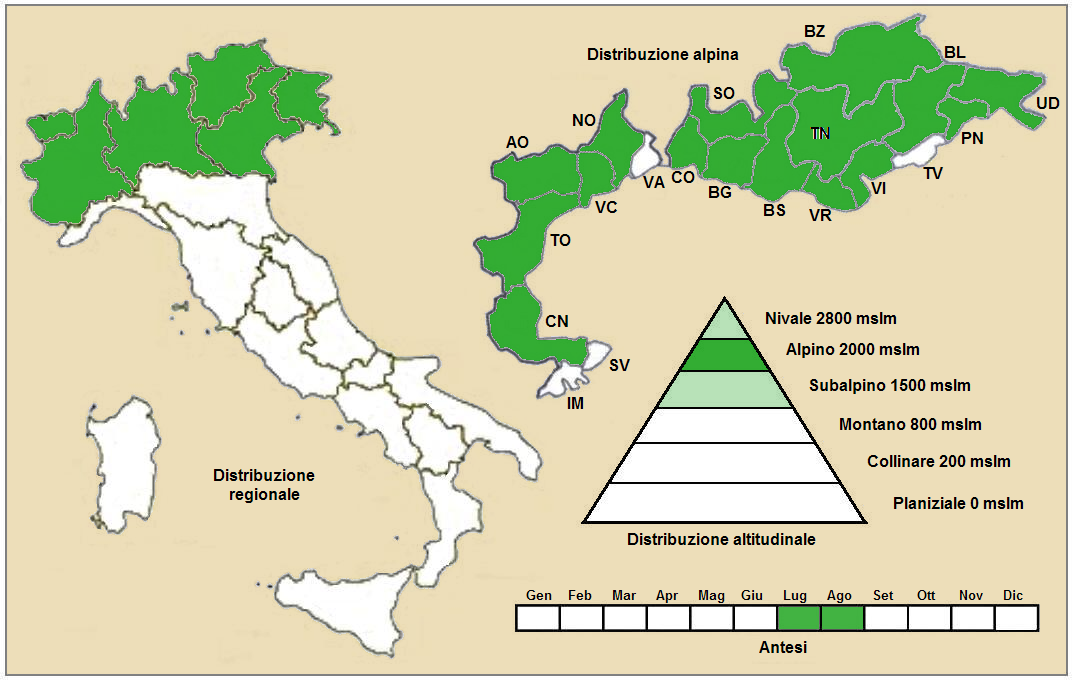
Distribuzione della pianta
(Distribuzione regionale – Distribuzione alpina)

Geoelemento: il tipo corologico (area di origine) è  Orofita – Sud Ovest Europeo.
Distribuzione: in Italia questa pianta si trova solo nelle Alpi. Oltre confine è presente sul resto delle Alpi e anche nei seguenti gruppi montuosi europei: Massiccio del Giura, Pirenei e Monti Balcani.
Habitat: l'habitat tipico per questa specie sono i macereti, i ghiaioni, i pendii franosi e zone ruderali in genere. Il substrato preferito è calcareo ma anche calcareo/siliceo con pH basico, medi valori nutrizionali del terreno che deve essere mediamente umido.
Distribuzione altitudinale: sui rilievi queste piante si possono trovare da 2.000 fino a 2.500 m s.l.m. (raramente scendono fino a 1.600 m s.l.m. oppure salgono oltre i 2.930 m s.l.m.); frequentano quindi i seguenti piani vegetazionali: alpino e in parte subalpino e nivale.

### Fitosociologia

#### Areale alpino
Dal punto di vista fitosociologico alpino Doronicum grandiflorum appartiene alla seguente comunità vegetale:
Formazione: delle comunità delle fessure, delle rupi e dei ghiaioni
Classe: Thlaspietea rotundifolii
Ordine: Thlaspietalia rotundifolii

#### Areale italiano
Per l'areale completo italiano Doronicum grandiflorum appartiene alla seguente comunità vegetale:
Macrotipologia: vegetazione casmofitica, glareicola ed epifitica
Classe: Thlaspietea rotundifolii Br.-Bl., 1948
Ordine: Thlaspietalia rotundifolii Br.-Bl. in Br.-Bl. & Jenny, 1926
Alleanza: Thlaspion rotundifolii Jenn-Lips, 1930
Descrizione. L'alleanza Thlaspion rotundifolii è relativa alle comunità che si sviluppano sui conoidi di natura carbonatica dal piano subalpino a quello nivale delle Alpi.
Specie presenti nell'associazione: Thlaspi rotundifolium, Papaver alpinum, Saxifraga sedoides, Pritzelago alpina, Cerastium carinthiacum, Achillea oxyloba, Achillea atrata, Poa minor, Scorzoneroides montana, Linaria alpina, Doronicum grandiflorum, Galium helveticum, Trisetum distichophyllum, Silene alpina, Chrysanthemum atratum, Athamanta cretensis, Cystopteris regia, Poa cenisia, Valeriana montana, Rumex scutatus, Adenostyles glabra, Gypsophila repens e Saxifraga macropetala.
Altre alleanze e associazioni per questa specie sono:
- Adenostylion alliariae.

## Tassonomia
La famiglia di appartenenza di questa voce (Asteraceae o Compositae, nomen conservandum) probabilmente originaria del Sud America, è la più numerosa del mondo vegetale, comprende oltre 23.000 specie distribuite su 1.535 generi, oppure 22.750 specie e 1.530 generi secondo altre fonti (una delle checklist più aggiornata elenca fino a 1.679 generi). La famiglia attualmente (2021) è divisa in 16 sottofamiglie.

### Filogenesi
Il genere Doronicum non è molto numeroso, comprende 29 specie, distribuite quasi unicamente nell'emisfero boreale (Vecchio Mondo), delle quali 8 sono proprie della flora italiana. Il genere appartiene alla sottofamiglia delle Asteroideae e, da un punto di vista filogenetico, si trova in posizione "basale" rispetto all'intera sottofamiglia.
All'interno del genere D. grandiflorum appartiene alla sezione Aronicum caratterizzata dall'avere i frutti acheni tutti con pappo) e le foglie radicali irregolarmente dentellate.
Ulteriori caratteri distintivi per questa specie sono:
- il rizoma è sottile e glabro;
- la base delle foglie cauline superiori è arrotondata e semiamplessicaule, i margini delle stesse sono ricoperti da peli allungati semplici ottusi all'apice.

Il numero cromosomico della specie è: 2n = 60.

### Sottospecie
Doronicum grandiflorum è una specie variabile. Le caratteristiche più soggette a variabilità sono le foglie: la lamina può assumere una forma più nettamente triangolare. Sono comunque sempre i peli a fornire un carattere distintivo abbastanza sicuro (quelli non ghiandolari hanno una punta arrotondata e non acuminata). In realtà anche i peli sono soggetti a variabilità anche a causa di probabili ibridazioni con altre specie (vedi paragrafo seguente).
Per questa specie sono riconosciute le seguenti due sottospecie:
- Doronicum grandiflorum subsp. braunblanquetii Rivas Mart., T.E.Díaz, Fern.Prieto, Loidi & Penas, 1983 - Distribuzione: Spagna.
- Doronicum grandiflorum subsp. grandiflorum (è la stirpe principale presente in Italia).

### Ibridi
D. grandiflorum può ibridarsi con le seguenti altre specie:
- Doronicum glaciale (Wulfen) Nyman
- Doronicum clusii (All.) Tausch

### Specie simili
- Arnica montana L.: è molto simile al fiore di questa voce; le due piante differiscono per la disposizione delle foglie lungo il fusto che sono opposte nel caso dell'Arnica e non alterne come nel Doronicum.

In generale tutti i “doronici” montani d'alta quota sono di difficile determinazione; questo vale per le seguenti specie : Doronicum austriacum, Doronicum glaciale, Doronicum columnae e Doronicum clusii (per le varie differenze morfologiche consultare le rispettive voci).

## Giardinaggio
Come per altre specie anche per queste piante l'unico interesse è quello orticolo. Questo grazie ad alcune caratteristiche come i fiori grandi, la vivacità dei colori e la lunga fioritura oltre ad una certa resistenza ai climi freddi. Sono adatte unicamente al giardino rocciosi e alpino in quanto allo stato libero, raramente scendono sotto i limiti di altitudine superiore del bosco di faggio o di castagno.